# Сен-Жозеф-де-Бан
Сен-Жозе́ф-де-Бан (фр. Saint-Joseph-des-Bancs, окс. Sant Joseph des Bancs) — коммуна во Франции, находится в регионе Рона — Альпы. Департамент коммуны — Ардеш. Входит в состав кантона Антрег-сюр-Волан. Округ коммуны — Ларжантьер.
Код INSEE коммуны — 07251.

## Население
Население коммуны на 2008 год составляло 187 человек.
| 1962 | 1968 | 1975 | 1982 | 1990 | 1999 | 2008 |
| ---- | ---- | ---- | ---- | ---- | ---- | ---- |
| 139  | 188  | 162  | 160  | 169  | 186  | 187  |

## Экономика
В 2007 году среди 136 человек в трудоспособном возрасте (15—64 лет) 86 были экономически активными, 50 — неактивными (показатель активности — 63,2 %, в 1999 году было 61,3 %). Из 86 активных работали 77 человек (39 мужчин и 38 женщин), безработных было 9 (7 мужчин и 2 женщины). Среди 50 неактивных 12 человек были учениками или студентами, 22 — пенсионерами, 16 были неактивными по другим причинам.

## Фотогалерея

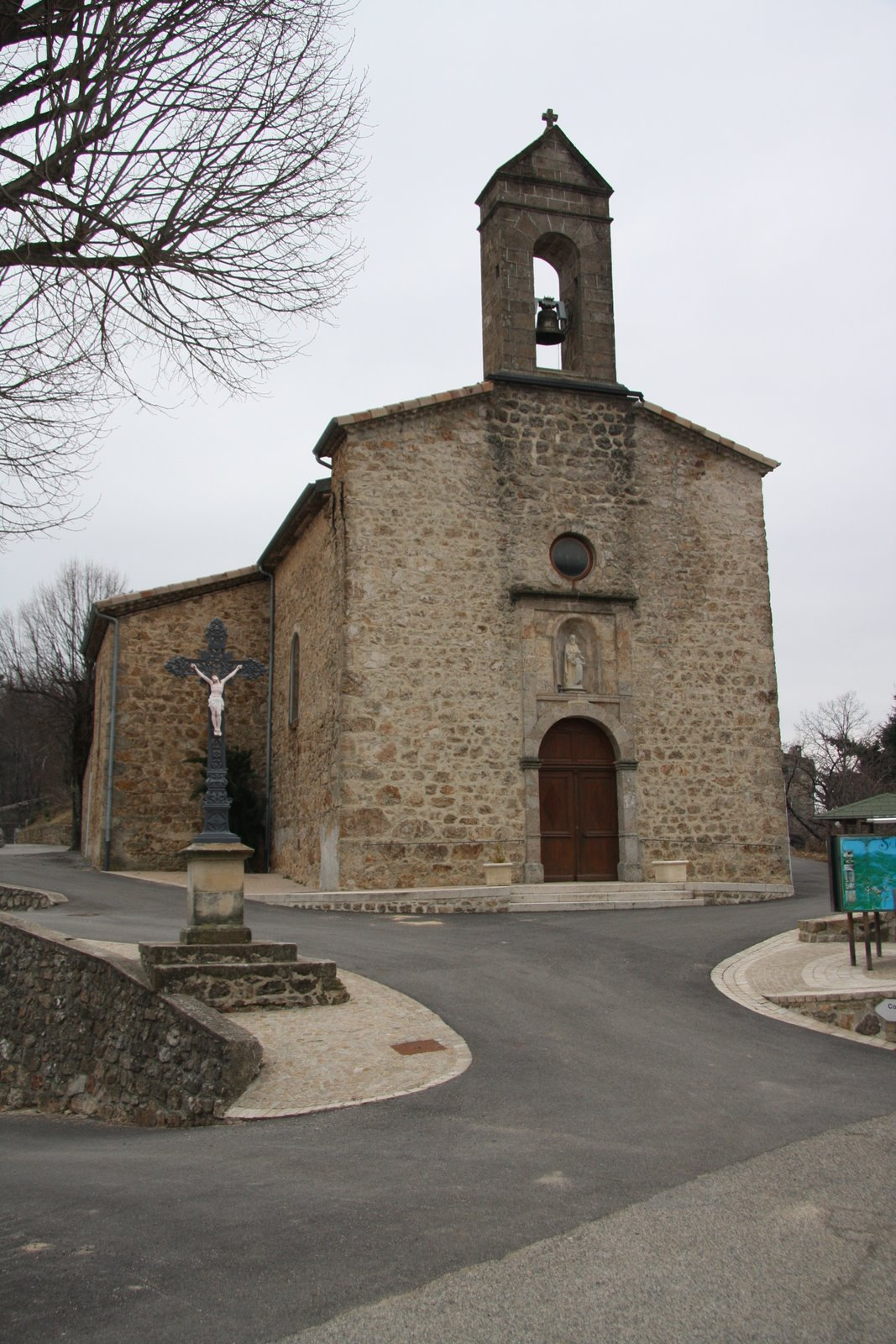
Церковь
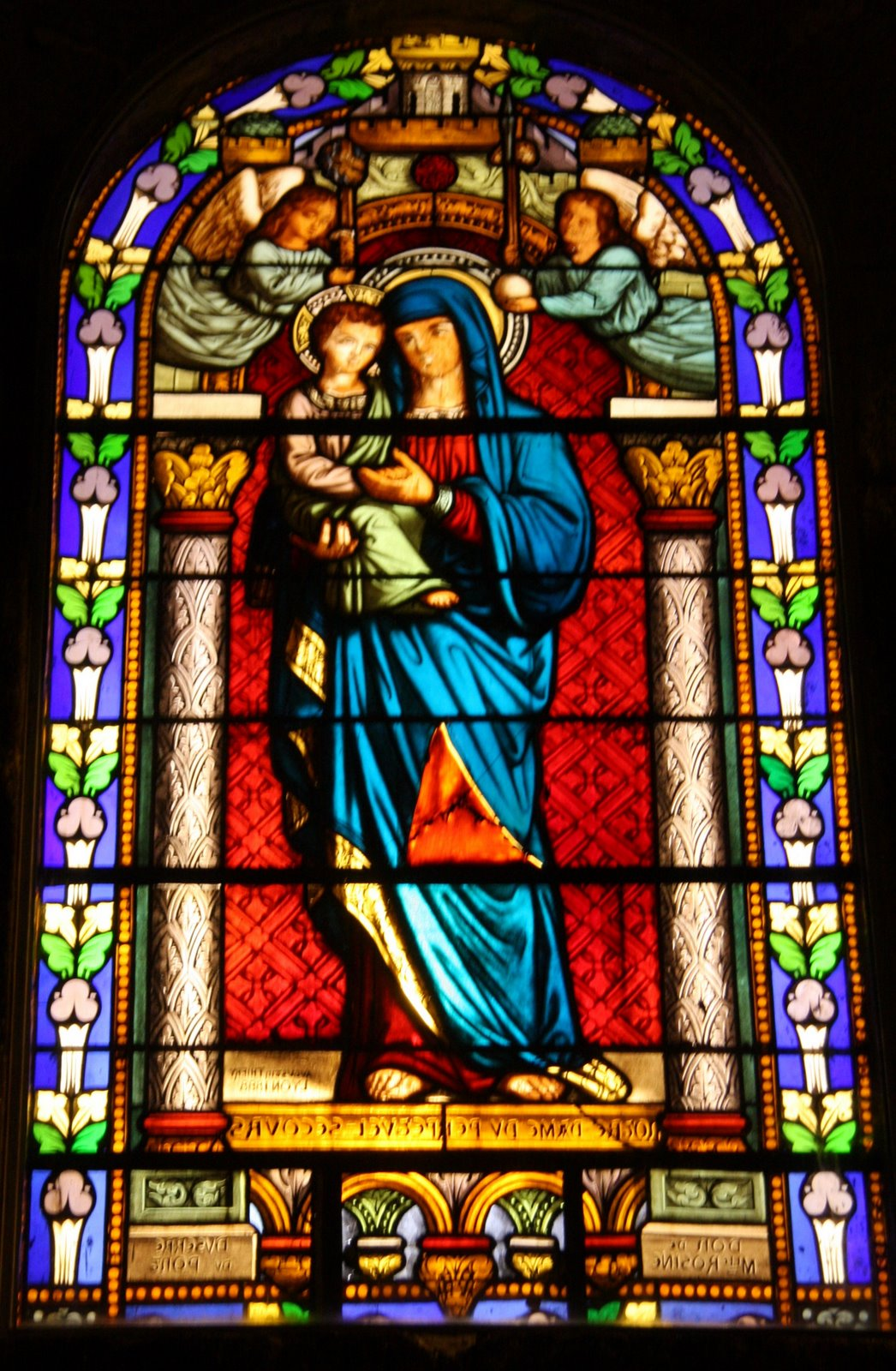
Витраж в церкви
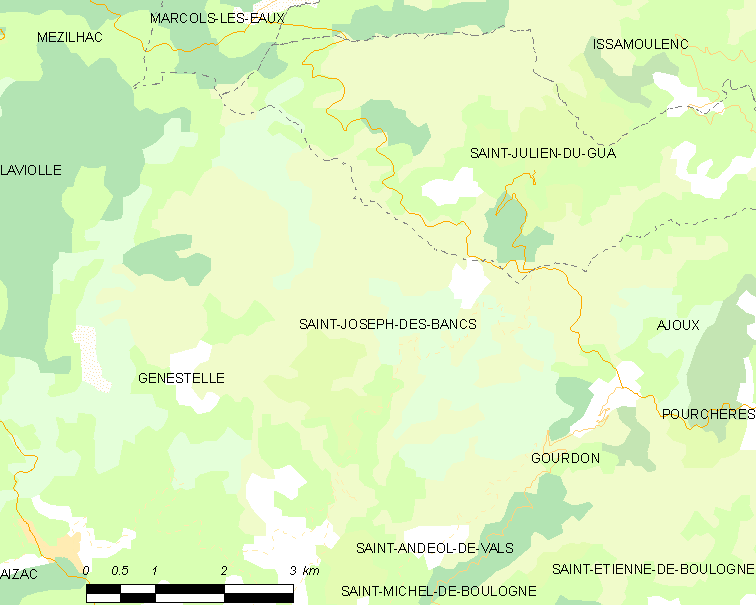
Карта коммуны